# 上野誠
上野 誠（うえの まこと、1960年 - ）は、日本の日本文学者（万葉学者）・民俗学者。学位は、文学博士（論文博士・1998年）（学位論文『古代日本の文芸空間―万葉挽歌と葬送儀礼』）。奈良大学名誉教授。國學院大學文学部日本文学科特別専任教授。

## 人物
福岡県甘木市（現・朝倉市）に生まれ、福岡市で育つ。万葉集の挽歌史的研究と、万葉文化論を主な研究の対象とし、主な手法研究は歌から飛鳥・奈良時代の生活情報を導き出し、それを用いて万葉集の読みを深めるという方法で著名。論文と著書については、「上野誠の万葉エッセイ」に網羅されている。
数多くの講演や万葉ウォークイベントを行う。そのほか、NHKのラジオ、テレビで万葉集を講義している。
MBSラジオでは冠番組「上野誠の万葉歌ごよみ」が放送中である。飛鳥周遊リレーウォーク・毎日カルチャースペシャル ラジオウォークには毎年講師として参加している。「平城京遷都1300年記念イベント」の中心メンバーでもあった。

## 経歴
- 1979年 福岡大学附属大濠高等学校卒業
- 1984年 國學院大學文学部文学科卒業
- 1990年 國學院大學大学院文学研究科博士課程後期単位取得満期退学
- 1992年 奈良大学文学部国文学科専任講師
- 1996年 同助教授
- 1998年『古代日本の文芸空間―万葉挽歌と葬送儀礼』で文学博士の学位を取得。
- 2001年 奈良県立万葉文化館万葉古代学研究所副所長（〜2012年）
- 2004年 奈良大学文学部教授（〜2021年）
- 2014年 国際日本文化研究センター客員教授も兼任（〜2017年）。東アジア古代学会副会長。
- 2021年 國學院大學文学部日本文学科特別専任教授[2]。奈良大学名誉教授。

## 受賞歴
- 1992年：第12回日本民俗学会研究奨励賞受賞
- 1998年：第15回上代文学会賞受賞
- 2009年：『魂の古代学』で第7回角川財団学芸賞
- 2018年：『万葉集から古代を読み解く』で第12回立命館白川静記念東洋文字文化賞（優秀賞）
- 2020年：『万葉学者、墓をしまい母を送る』で日本エッセイスト・クラブ賞

## 著書

### 単著
- 『古代日本の文芸空間 万葉挽歌と葬送儀礼』雄山閣出版 1997
- 『風呂で読む万葉挽歌』世界思想社 1998
- 『万葉びとの生活空間 歌・庭園・くらし』塙書房〈はなわ新書〉2000
- 『芸能伝承の民俗誌的研究 カタとココロを伝えるくふう』世界思想社 2001
- 『万葉にみる男の裏切り・女の嫉妬』日本放送出版協会〈生活人新書〉2002
- 『みんなの万葉集 響きあう「こころ」と「ことば」』PHP研究所 2002 /『はじめて楽しむ万葉集』角川ソフィア文庫 2012
- 『万葉体感紀行 飛鳥・藤原・平城の三都物語』小学館 2004
- 『おもしろ古典教室』ちくまプリマー新書 2006
- 『万葉びととの対話　シリーズこころをよむ』 日本放送出版協会 2007 /『万葉集の心を読む』角川ソフィア文庫 2013
- 『大和三山の古代』講談社現代新書 2008
- 『魂の古代学－問いつづける折口信夫』新潮選書 2008 /『折口信夫　魂の古代学』角川ソフィア文庫（改訂版）2014
- 『万葉びとの奈良』新潮選書 2010
- 『万葉挽歌のこころ 夢と死の古代学』角川選書 2012
- 『天平グレート・ジャーニー 遣唐使・平群広成の数奇な冒険』講談社 2012 / 講談社文庫 2015
- 『書淫日記－万葉と現代をつないで』ミネルヴァ書房 2013
- 『遣唐使 阿倍仲麻呂の夢』角川選書 2013
- 『万葉びとの宴』講談社現代新書 2014
- 『日本人にとって聖なるものとは何か 神と自然の古代学』中公新書 2015
- 『古典不要論への反撃!? 書評劇場』笠間書院 2015
- 『さりげなく思いやりが伝わる大和言葉』幻冬舎 2015
- 『筑紫万葉 恋ひごころ』西日本新聞社 2017
- 『万葉集から古代を読みとく』ちくま新書 2017
- 『美しい日本語が話せる書ける　万葉ことば』幻冬舎 2017
- 『折口信夫的思考　越境する民俗学者』青土社 2018
- 『万葉文化論』ミネルヴァ書房 2018
- 『「令和」の心がわかる万葉集のことば』幻冬舎 2019
- 『体感訳 万葉集』NHK出版 2019
- 『入門 万葉集』ちくまプリマー新書 2019
- 『万葉学者、墓をしまい母を送る』講談社 2020、講談社文庫 2022
- 『万葉集講義　最古の歌集の素顔』中公新書 2020
- 『教会と千歳飴　日本文化、知恵の創造力』小学館 2021
- 『折口信夫「まれびと」の発見』幻冬舎 2022
- 『感じる万葉集　雨はシクシクと降っていた』角川選書ビギナーズ 2024

### 編著
- 『日本の古代を読む』文春学藝ライブラリー 2016 編・解説
- 『折口信夫 古代研究 「まれびと」とは何か』NHK出版「100分de名著」2022年10月放送テキスト
- 『万葉考古学』角川選書 2022
- 『万葉びと、その生と死と』NHK出版「こころをよむ」2024年4月ラジオ放送テキスト
- 『短歌を楽しむ基礎知識』角川選書 2024

## 共著・共編
- 『泊瀬川の祭りと伝承』（桜井満共編） おうふう〈古典と民俗学叢書〉 1997
- 『万葉民俗学を学ぶ人のために』（大石泰夫共編） 世界思想社 2003
- 『小さな恋の万葉集』（佐藤秀明写真） 小学館 2005
- 『心ときめく万葉の恋歌』（中嶋玉華書） 二玄社 2012
- 『万葉手帳』（牧野貞之写真） 東京書籍 2016
- 『万葉集の基礎知識』（鉄野昌弘, 村田右富実共編） 角川選書 2021
- 『神話の源流をたどる 記紀神話と日向』（大館真晴共編） KADOKAWA 2022

## CD
- 2002年8月　万葉うた紀行 -古代の都-　　N.M.G

## 舞台
- 100年会館「万葉オペラ・ラボ公演」より　（全て会場は、なら100年会館）
  - 第１回万葉朗読劇「山上憶良と遣唐使～好去好来のうた」（原作・台本）2011年10月8日、9日　中ホール
  - 第２回万葉オペラ『魔笛』翻案「猿沢ノ池不思議ノ横笛ーモーツァルト先生に捧ぐ」（翻案・台本・セリフ監修）2013年2月10日、11日　中ホール
  - 第3回万葉オペラ『風の森、風の饗宴』（原作・脚本）2014年2月22日、23日　中ホール
  - 第4回万葉オペラ『魔笛』翻案「猿沢ノ池不思議ノ横笛―モーツァルト先生に捧ぐ」（翻案・台本・セリフ監修）　2015年1月11日、12日　大ホール
  - 第5回万葉オペラ　万葉オペラ・ラボ　スペシャルコンサート「遣唐使物語への道」（原作・脚本）2016年1月10日　中ホール
  - 第6回万葉オペラ「遣唐使物語―名も無き民へのオマージュ―」（原作・脚本）2016年10月1日、2日　大ホール
  - 第7回万葉オペラ ガラ・コンサート「続・遣唐使物語〜学びて時にこれを習う〜」（脚本）2017年9月30日　大ホール
  - なら100年会館開館20周年記念事業　第8回万葉オペラ・ラボ公演「遣唐使 阿倍仲麻呂の夢―東アジアを駆け抜けた風の男―」（脚本）2019年2月11日　中ホール

## 出演番組
- NHKラジオ　古典講読「万葉集-魂の宿る言葉-」
- NHKラジオ　こころをよむ「万葉びと、その生と死と」
- 地元の人が教える!2泊3日の旅（第16話「サスペンスの女王が行く!奈良・万葉の道」、旅チャンネル）
- MBSラジオ ｢上野誠の万葉歌ごよみ｣
- ABCラジオ「桂りょうばの落語トラベル」（2025年2月10日・17日）

## 交遊録
- 桂ざこば…上野教授の誘いで奈良大学にて特別講義を行う。
- 柏木宏之… ラジオウォークで共演。奈良大学通信教育部入学。
- 武川智美…初代万葉歌ごよみアシスタント。
- 上田悦子…二代目万葉歌ごよみアシスタント。
- 八木早希…三代目万葉歌ごよみアシスタント。
- 中西進…上野が長年にわたり畏敬の念を抱く。
- 黛まどか…放送や各会合で交友。
- 辻原登…小説取材で20年来のつきあい。
- 河島あみる…歌手の父・英五以来のつきあいで、あみるが代表を務める「ツキハナ」とマネジメント契約。
- 安部龍太郎…小説取材で交友。
- 松坂慶子…万葉集を教えている。
- 菅野典雄⋯飯舘村村長

## 役職
- 上代文学会理事
- 日本文学協会委員
- 奈良県立万葉文化館内万葉古代学研究所副所長
- 平城遷都1300年記念事業協会評議員
- 飛鳥保存財団評議員
- 万葉ラブストーリー脚本審査員
- 万葉オペラ・ラボ運営委員会委員長